# Tvillingparadoxen
Tvillingparadoxen är en skenbar paradox som uppträder inom den speciella relativitetsteorin. Den beskriver alltså en situation som vid en första anblick, om man inte korrekt applicerar teorin, kan verka som om den innebär en motsägelse. Vid en närmare analys visar det sig dock att motsägelsen egentligen inte existerar.

## Premisser
Vi tänker oss ett par tvillingar, Castor och Pollux, som bor på jorden och därmed växer upp och åldras med samma rumtid. Castor ger sig ut på en färd genom rymden i en fart nära ljusets hastighet till en främmande planet som ligger ett antal ljusår från jorden, vänder, och åker sedan omedelbart tillbaka till jorden. Tillbaka på jorden har Pollux åldrats mer än Castor. Detta är i sig självt inget motsägelsefullt utan stämmer överens med de experiment som gjorts.

## Motsägelsen
Förutsägelsen stämmer överens med Pollux referenssystem; eftersom Castor rört sig så har hans tid gått långsammare. Men enligt Castors referenssystem har han ju suttit stilla i sin rymdfarkost medan Pollux rört sig, och alltså borde Castor åldrats mest.

## Lösningen
Problemet uppstår genom en missuppfattning av relativitetsteorins behandling av referenssystem. Teorin säger inte att alla referenssystem är ekvivalenta, utan bara att inertialsystem, det vill säga icke-accelererade referenssystem, är ekvivalenta. När Castor vänder för att åka tillbaka accelererar han och situationen blir därför inte symmetrisk med Pollux'. Det vill säga Castors rumtid får en annan krökning än Pollux'. Acceleration är absolut, och kan inte "transformeras bort" genom att byta inertialsystem. Detta är då den speciella relativitetsteorins förklaring. Det finns också en förklaring som innehåller gravitation, det är då med hjälp av den allmänna relativitetsteorin.

## Invändningar
Många uppfattar naturligt nog teorins och premissernas påstående att "tillbaka på jorden har Pollux åldrats mer än Castor" som tveksam. Man väntar sig att en "lösning" borde eliminera den ganska märkliga möjligheten att en person skulle kunna förändra sitt åldrande enbart genom att resa snabbt och långt.
Slutsatsen har allmänt ansetts bekräftad genom det refererade experimentet av Hafele-Keating (1972).
Hafele-Keatings hantering av de fyra atom-klockorna har dock allvarligt ifrågasatts av Kelly (1996) med utgångspunkt från ursprungliga rådata. Han menar bland annat att om en av de fyra klockornas data skulle tas bort, så skulle de tre återstående klockorna inte utvisa någon tidsdilatation alls. Även atomklockornas uppfinnare, Louis Essen, har (1988) uttalat sig kritiskt om experimentets noggrannhet.
Resultaten från Hafele-Keating-experimentet verifierades 1976 av University of Maryland, denna gång till en precision på ca 1 %. Experimentet upprepades ytterligare en gång i samband med 25-årsminnet av det ursprungliga experimentet, med ännu mer exakta atomur och samma resultat kunde verifieras med ännu högre noggrannhet. Nuförtiden införlivas den här sortens relativistiska effekter rutinmässigt i de beräkningar som görs inom GPS.

## Vardaglig användning av begreppet
Ofta används begreppet "Tvillingparadoxen" felaktigt om själva faktumet att Pollux åldrats fortare än Castor, vilket i själva verket inte alls är någon paradox utan en konsekvens av relativitetsteorin.